# 平和厝
23°42′21″N 120°27′17″E / 23.70583°N 120.45472°E
平和厝，是台灣雲林縣虎尾鎮的一個傳統地域名稱，位於該鎮中部偏東南。相較於今日行政區，其範圍大致包括平和里不含西南端。

## 歷史
台灣清治末期至日治初期，平和厝地區為一街庄，稱為「平和厝庄」，隸屬於大坵田堡。該庄北與埒內庄為鄰，東與過溪仔庄為鄰，南邊為蕃薯庄，西邊為五間厝庄。
1901年（日治明治三十四年）11月，全台廢縣廳改設二十廳，該庄隸屬於斗六廳。1903年（明治三十六年）6月，該庄編入「大墩仔區」，隸屬於斗六廳。1909年（明治四十二年）10月，合併二十廳為十二廳，大墩仔區改隸屬於嘉義廳。1920年（大正九年），全台地方制度大改正，廢十二廳改設五州二廳，該庄改制為「平和厝」大字，隸屬於臺南州虎尾郡虎尾庄。1933年，虎尾庄升格為虎尾街。
戰後虎尾街改制為虎尾鎮，隸屬於臺南縣，大字亦改制為里。1950年10月，雲、嘉、南分治，虎尾鎮改隸屬雲林縣。

## 聚落
本地區發展較早的聚落有平和厝、菁埔仔（青埔仔）等，在日治期初期的官方地圖上已有記載。

## 交通
國道1號又稱「中山高速公路」，是貫穿台灣西部的兩條縱向高速公路之一，大致以北北西—南南東走向繞大彎轉東北微北—西南微南走向經過平和厝地區東部邊界外不遠處。北側最近交流道的是位於東北方縣道145乙線交會處的虎尾交流道，南側最近的是位於東南方縣道158號交會處的斗南交流道。由此可快速前往國道1號沿線各地。
縣道145號（林森路一段）是埤頭至六腳鄉港尾寮的道路，大致以東北—西南走向經過本地區西北部邊界外不遠處，並經過縣道158號路口、嘉南大圳濁幹線虎尾水圳橋。由該道路向東北轉北可前往西螺、埤頭並止於縣道150號路口，向西南可前往虎尾市區、土庫、元長東南部、北港、六腳港尾寮等地。
縣道158號（文科路、光復路、平和路）是臺西海口至斗南北勢仔的道路，大致以北北西—南南東走向由本地區北部邊界西側入境後續繞大彎轉南，經嘉南大圳濁幹線濁幹線橋後繞大彎轉東南微東，經平和厝聚落轉東南微南，經虎尾溪平和橋後出境。由該道路向北北西繞大彎轉西北經縣道145號路口後轉西南西可前往土庫中部、褒忠、東勢、台西等地；向東南微南繞大彎經蕃薯東端轉東南東可前往小東、國道1號斗南交流道並止於省道台1線路口。
鄉道雲71線是廣興至平和厝的道路，其南側端點（終點）位於本地區東部平和厝聚落南側的縣道158號路口。由此向東蜿蜒而行，其後轉北北東出聚落，續行至出境後轉北可前往過溪子西部、埒內東北角、三塊厝、頂湳與埤頭垻交界地帶並止於鄉道雲44線路口
鄉道雲73-1線是埒內至虎尾的道路，大致以北北西—南南東走向由本地區北部邊界入境後，轉東南再轉南南東直行，至平和厝聚落西部經縣道158號路口轉西南西蜿蜒而行，經青埔仔聚落轉西微北出境。由該道路向北北西可前往埒內並止於鄉道雲74線轉角路口；向西微北繞大彎轉西微南可前往虎尾市區南南東側並止於中山路路口（虎尾溪虎尾鐵橋北側橋頭）。
鄉道雲92線（光復路）是海墘至安溪的道路，其東側端點（終點）位於本地區西部邊界中央偏北處外緣的虎尾高中西南角（弘道路—新生路路口）。由此向西北西遠離邊界可前往虎尾市中心、虎尾與廉使交界地帶、廉使西南部、北溪厝中部、大屯子西部北側的海墘厝聚落並止於鄉道雲97線路口。

## 學校
- 虎尾高中
- 大成商工
- 平和國小

## 產業
- 台糖虎尾總廠（東部）